# Kompaktieren
Kompaktieren ist eine Bezeichnung für das Zusammendrücken von zumeist in Teilen vorhandenen Materialien.

## Faserverbundbauteilfertigung
In der Fertigung von Faserverbundbauteilen werden einzelne Faserlagen mittels Unterdruck kompaktiert. Dazu werden diese Lagen mit einer luftdichten Folie abgedeckt und anschließend dieser Aufbau evakuiert. Dieses Zusammendrücken der Faserlagen dient dazu, dem halbfertigen Bauteil seine Endmaßdicke zu verleihen. Als Pressdruck dient damit ausschließlich der Atmosphärendruck von 1013 mbar. Der Vorteil gegenüber einer handelsüblichen Pressmaschine ist, dass man keinen Stempel benötigt, was bei diversifizierten Bauteilen Herstellungskosten spart. Der Nachteil ist, dass nur ein maximaler Pressdruck von pmax {\displaystyle <} 1013 mbar möglich ist.
Die Kompaktierung findet im Allgemeinen direkt vor der Harzinjektion statt, kann aber auch als Zwischenarbeitsschritt angewendet werden, um insbesondere bei Bauteilen mit mehreren Lagen und einer komplizierten und nicht einheitlichen Werkzeuggeometrie die weitere Drapierung zu erleichtern.

## Weitere Verwendung
Bei der Herstellung von Pulvern, z. B. für einen Sintervorgang oder für Trockenbrennstoffe, bezeichnet Kompaktieren das Zusammendrücken des Pulvers, meist ausgeführt durch schwere Industriepressen. Dabei kann Pulver so fest zusammengedrückt werden, dass es seine endgültige Form behält und wie ein sehr spröder Werkstoff vorsichtig gehandhabt werden kann.
In der Gießereitechnik wird das Pressen der Sandformen ebenfalls als kompaktieren bezeichnet, insbesondere weil dieses kompaktieren nicht nur durch Pressmaschinen, sondern auch durch Vibration geschehen kann. Nicht selten wird der Sand zusätzlich mit einem Binder versehen.
In der Abfallwirtschaft bezeichnet Kompaktieren das Verbinden mehrere loser Abfälle zu einer bestimmten Form durch pressen. Dies wird bei normalen Hausmüll (oder auch Sperrmüll) angewendet, um Transportkapazitäten besser auszunutzen. Bei radioaktivem Abfall dient es ebenfalls der Volumenverkleinerung, zum einen da diese Abfälle in spezielle dichtende Gefäße verschlossen werden müssen, deren Größe mit den Kosten positiv korreliert, zum anderen da so die begrenzten Endlagervolumina effektiver genutzt werden können.
Bei der Herstellung von Sandskulpturen wird der Begriff kompaktieren für das Verpressen von Sand mittels Wasser in hölzernen Formen verwendet. Ziel dieses Vorgangs ist es, dadurch einen festen Zusammenhalt und eine höhere Dichte des Sandes zu erreichen.